# Świadkowie Jehowy na Saint Vincent i Grenadynach
Świadkowie Jehowy na Saint Vincent i Grenadynach – społeczność wyznaniowa na Saint Vincent i Grenadynach, należąca do ogólnoświatowej wspólnoty Świadków Jehowy, licząca w 2023 roku 295 głosicieli, należących do 8 zborów. Na dorocznej uroczystości Wieczerzy Pańskiej w 2023 roku zgromadziło się 911 osób (około 1% mieszkańców). Działalność miejscowych głosicieli koordynuje Amerykańskie Biuro Oddziału w Wallkill w Stanach Zjednoczonych.

## Historia
Działalność rozpoczęli na wyspach w roku 1913 zagraniczni wyznawcy – A.T. Johnson oraz Ethel i Maud Thompson. W następnym roku dołączyła do nich Philippa La Borde z Trynidadu. Na początku lat 20. XX wieku współdziałała z nią Marion Dunn, urodzona na St. Vincent, która z prawdą z Biblii zetknęła się w 1914 roku na Kubie.
W 1924 roku na Saint Vincent przybył ze Stanów Zjednoczonych przedstawiciel Towarzystwa Strażnica – John C. Rainbow, który w stolicy wygłosił przemówienie. W roku 1932 George Young rozpoczął wyświetlanie filmu Fotodrama stworzenia. W latach 30. XX wieku działalnością głoszenia objęto wyspę Bequia.
W roku 1944 na Saint Vincent przybył Gilbert L. Talma, przedstawiciel Biura Oddziału z Trynidadu.
Na przełomie lat 40. i 50. XX w. na wyspę przybyli pierwsi misjonarze Szkoły Gilead, którzy utworzyli w 1947 roku pierwszy zbór. Misjonarze korzystali z 18-metrowego szkunera Sibia, który później został zastąpiony większą łodzią – Light, aby móc prowadzić działalność kaznodziejską na pozostałych wyspach.
W roku 1952 zanotowano 36 głosicieli. W roku 1968 liczba głosicieli wzrosła do 102, w roku 1992 do 200, a w 1996 roku przekroczyła 300. W roku 2011 zanotowano liczbę 381 głosicieli, a na Wieczerzy Pańskiej (Pamiątce) zebrało się 1207 osób (ok. 1,1% mieszkańców kraju). W 2012 roku powstał ósmy zbór. W kwietniu 2021 roku zorganizowano pomoc dla poszkodowanych przez erupcję wulkanu Soufrière.